# Squilla lijdingi
Squilla lijdingi är en kräftdjursart som beskrevs av Holthius 1959. Squilla lijdingi ingår i släktet Squilla och familjen Squillidae. Inga underarter finns listade i Catalogue of Life.